# Fondation nationale des musées
La Fondation nationale des musées du royaume du Maroc (FNM) a été créée en 2011 dans le but de valoriser le patrimoine muséographique national, en renforçant la gouvernance muséale du pays. Instituée par la loi no 01-09 et promulguée par le Dahir no 1-10-21 au 14 joumada I 1432 (18 avril 2011), la Fondation nationale des musées, présidée par Mehdi Qotbi, est une institution à but non lucratif investie de la personnalité morale et de l’autonomie financière, appelée à renforcer la gouvernance des musées nationaux qu’elle gère pour le compte de l’État.

## Missions
La démocratisation de la culture, ainsi que le renforcement, la préservation et la valorisation du patrimoine culturel et artistique marocain font partie des principaux objectifs de la Fondation. Une mission qui nécessite la mise en place d’une nouvelle approche de management culturel moderne, qui fera des musées des espaces publics accueillants et attractifs, contribuant à la connaissance et à la compréhension des divers aspects du patrimoine national.
Pour accomplir cette mission, la Fondation est chargée de :
- Dresser l’inventaire, archiver, conserver et assurer l’entretien et la protection du patrimoine muséographique relevant de sa compétence
- Contribuer à l’enrichissement des collections muséographiques
- Favoriser la création et le professionnalisme au sein des musées
- Développer et favoriser la connaissance dans les domaines des sciences muséologiques
- Contribuer à la formation et à la formation continue des employés dans le domaine de la gestion des musées
- Développer, encourager et faciliter l’accès aux musées
- Établir des relations de partenariat avec les personnes physiques ou morales propriétaires de collections ou objets précieux
- Récupérer les objets d’art illicitement exportés, volés, empruntés ou vendus à l’intérieur et à l’extérieur du pays[3]

Pour la réalisation de ces missions, la Fondation nationale des musées a mis en place un plan stratégique, dont les principaux axes consistent à :
- Moderniser les musées, leur gestion administrative et financière
- Définir une politique muséale et un plan de création/rénovation des musées
- Faire de l’institution muséale un vecteur de développement humain, social, économique et culturel [4]

## Musées relevant de la FNM
En février 2014, quatorze musées ont été confiés à la Fondation nationale des musées :
- le Musée archéologique de Tétouan,
- le Musée ethnographique Bab Okla de Tétouan,
- le Musée de la Kasbah, espace d’art contemporain, Tanger[5]
- le Musée national des arts sahariens de Laâyoune,
- le Musée Batha à Fès,
- le Musée Dar Jamaï de Meknès,
- le Musée Borj Belqari de Meknès,
- le Musée national de la poterie de Safi,
- le Musée Dar El Bacha de Marrakech,
- le Musée des Oudayas de Rabat,
- le Musée archéologique de Rabat,
- le Musée Mohammed VI d’art moderne et contemporain,
- le Musée ethnographique de Chefchaouen
- le Musée Dar Si Saïd de Marrakech[6]
- le Musée national de la céramique, sur les productions potière de Safi, repris en 2018 par le FNM[7].

## Partenaires de la FNM

### Sur le plan national
L'intégration de la stratégie muséale dans les objectifs globaux du développement national figure parmi les priorités de la Fondation. C’est pour cela que plusieurs conventions de partenariat ont été signées avec différents établissements et départements nationaux. Parmi eux, le Ministère de la Culture, la Royal Air Maroc, l’Office du tourisme, l'Institut national des sciences de l'archéologie et du patrimoine (INSAP), la Bibliothèque nationale du Royaume du Maroc (BNRM) encore la Fondation mémoires pour l'avenir.

### Sur le plan international
Depuis sa création, la Fondation a signé plusieurs partenariats avec de prestigieux organismes internationaux. Parmi eux, le Musée du Louvre, le Musée des civilisations de l'Europe et de la Méditerranée (Mucem), ou encore l’Institut du monde arabe (IMA). Ces partenariats ont permis la mise en place de grandes expositions, comme « Les splendeurs de Volubilis » entre le 12 mars et le 25 aout 2014, et en octobre 2014 « Le Maroc aux mille couleurs » à l’IMA, et « Le Maroc médiéval, un empire de l’Afrique à l’Espagne » au Musée du Louvre. Les conventions signées mettent également l’accent sur la restauration des œuvres, et la formation continue. Aux États-Unis, des partenariats entre la Fondation et les musées Smithsonian, le Guggenheim et le Metropolitan Museum of Art pourraient voir le jour très prochainement, selon Mehdi Qotbi.